# Per Pallesen

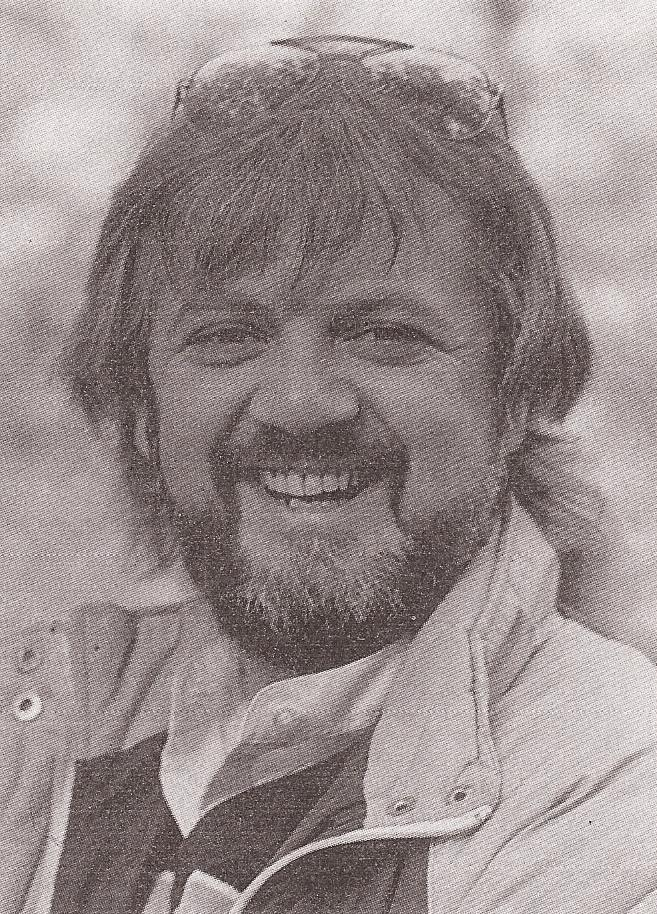
Per Pallesen, 1983

Per Aaby Pallesen (* 30. April 1942 in Aars, Dänemark) ist ein dänischer Schauspieler, Regisseur, Drehbuchautor, Theaterleiter, Komiker und Musiker.

## Biografie
Pallesen absolvierte nach seiner Schulabschluss zum Sparkasse-Assistenten. Später machte er eine Ausbildung von 1962 bis 1966 an der Schauspielschule des Aalborg Teaters. Der Schauspieler Eddie Skoller, der 1977 nach dem Tod von Thøger Olesen die Leitung der Sommer-Revue in Hjørring (Hjørringrevyen) übernommen hatte, holte 1978 Pallesen in diese Revue. Ein Jahr später (1979) übernahm Pallesen schon selbst die Führung dieser Revue. Seitdem stand er 20 Jahre lang als Direktor und Leiter dieser Revue vor. Aufgrund des außerordentlichen Erfolges und dem Humor von Pallesens Hjørring-Revue wurde diese als Sendung vom dänischen Fernsehen Danmarks Radio übernommen. Seit 1966 hatte er außerdem eine unzählige Menge von Rollen, meist zu komödiantischen Themen in Theaterstücken in verschiedenen Formaten im Radio, im Theater, bei Revuen sowie im Film und Fernsehen. Seine bekannten Auftritte hatte er in der Fernsehshow Pallesen-Pilmark und in der Rolle als Severin Boldt (Kellner in der Bahnhofskneipe) in Die Leute von Korsbaek und als Ib in der Fernsehserie Gøngehøvdingen. Des Weiteren wurde er als Drehbuchautor und Regisseur tätig. So wirkte er auch bei der Satire-Fernsehsendung Dansk Naturgas als Drehbuchautor, Regisseur und Schauspieler mit.
Unter anderem trat er im Theater und in Musicals in den Stücken Styrmand Karlsens flammer, in Spillemand på en tagryg und in Les Misérables auf. Weitere wichtige Rollen und Auftritte hatte Pallesen am Det Kongelige Teater und am Aveny Teatret. Außer seiner Schauspielertätigkeit war er ebenfalls als Regisseur, Drehbuchautor am Theater und bei mehreren Revuen beteiligt. Von 2001 bis 2007 war er Theaterleiter des Nørrebros Teater. 2010 spielte er die Rolle des Václav Havel in dem Theaterstück von 2008 Afsked (Abschied) am Odense Teater.

## Restaurant- und Weinkenner
Seit mehreren Jahren betätigt sich Pallesen durch seine privaten Reisen nach Rom auch als Gourmet, Weinkenner und Restaurantkritiker. Seine Studien und Erfahrungen dazu veröffentlichte er in Dänemark seit 2010 in dem Reiseführer Spis i Roms sidegader und seit 2009 dem Restaurantführer Glæden ved vin udgivet på, die von dem Verlag Thaning & Appel publiziert werden. Des Weiteren hält er jährlich in etwa 25 öffentliche Vorträge über Wein und gutes Essen.

## Privates
Pallesen war mit der Schauspielerin Kirsten Peüliche von 1966 bis 1991 verheiratet. Aus dieser Ehe stammen zwei gemeinsame Töchter, die Schauspielerinnen Trine Pallesen und Sofie Pallesen. Nach der Trennung von seiner Frau lebte er einige Jahre in Partnerschaft mit der 25 Jahre jüngeren Choreographin und Schauspielerin Jeanette Binderup-Schultz. Nach dem Scheitern dieser Beziehung lebt er bis derzeit mit der Zahnärztin Vivian Dencker zusammen.

## Filmografie

### Schauspieler
- 1967: Nyhavns glade gutter
- 1968: Das liebste Spiel (Det kære legetøj)
- 1969: Farlig sommer
- 1969: Den røde rubin
- 1973: Die Olsenbande läuft Amok (Olsen-banden går amok) als Polizist
- 1975: Piger i trøjen
- 1976: Gangsterens lærling
- 1977: Skytten
- 1977: Piger til søs
- 1978: Mig og Charly
- 1978–1981: Die Leute von Korsbaek (Matador; dänische Fernsehserie, als Severin Boldt)
- 1979: Trællenes oprør
- 1979: Die Olsenbande ergibt sich nie (Olsen-banden overgiver sig aldrig) als Beamter im EG-Hauptquartier
- 1980: Verden er fuld af børn
- 1980: Trællenes børn
- 1981: Dansk naturgas (dänische Fernsehserie, mehrere Rollen)
- 1983: Med lille Klas i kufferten
- 1984: Samson und Sally (Synchronstimme)
- 1985: Fen kroniske uskyld
- 1990: Oliver und Olivia – Zwei freche Spatzen (Fuglekrigen i Kanøfleskoven; Zeichentrickfilm, dänische Sprechrolle als Armstrong)
- 1990: Camping
- 1992: Gøngehøvdingen als Ib Abelsøn (Fernsehserie)
- 1995: Affenchaos: Im Dschungel ist der Teufel los (Aberne og det hemmelige våben; Zeichentrickfilm, dänische Sprechrolle als Pelikan)
- 1996: Charlot og Charlotte
- 1999: Petterson und Findus (Pettson & Findus – Katten och gubbens; Zeichentrickfilm, dänische Sprechrolle als Peddersen)
- 2003: Who's the Greatest
- 2003: Nissernes Ø
- 2004–2005: The Fairytaler (Zeichentrickfilm, dänische Sprechrolle als Klods Hans)
- 2005: Morgen, Findus, wird’s was geben (Pettson och Findus 3: Tomtemaskinen; Zeichentrickfilm, dänische Sprechrolle als Peddersen)
- 2006: Helmer & Søn
- 2009: Kuddelmuddel bei Pettersson & Findus (Pettson & Findus – Glömligheter; Zeichentrickfilm, dänische Sprechrolle als Peddersen)

### Regisseur
- 1981–1987: Dansk Naturgas
- 1989: Nissebanden i Grønland(1 Folge)
- 1993: Hjælp – min datter vil giftes

### Drehbuchautor
- 1984: Pallesen Pilmark Show
- 1987: Dansk naturgas (1 Folge)
- 1998: Pallesen Pilmark PS